# К-408
К-408 — советская атомная подводная лодка второго поколения проекта 667А «Навага».

## История
Была заложена 20 января 1968 года на стапелях Севмаша.
25 декабря 1969 года вступила в строй.
5 января 1971 года лодка вышла из бухты Ягельная, совершила кругосветный переход через Атлантический и Тихий океаны и прибыла в бухту Крашенинникова 19 марта 1971 года (этот поход был вторым в истории ВМФ СССР). Командиром АПЛ в походе был капитан 1 ранга Виктор Васильевич Привалов, старшим на борту командир дивизии АПЛ контр-адмирал В. Н. Чернавин.
27 марта была зачислена в состав Краснознаменного Тихоокеанского флота с базированием в г. Вилючинск.
1 ноября 1973 года была награждена вымпелом Министра обороны СССР «За мужество и воинскую доблесть».
В 1974 году на полигоне боевой подготовки Тихоокеанского флота у берегов Камчатки столкнулась с АПЛ «Пинтадо» ВМС США.
8 июля 1983 года поставлена в ремонт для модернизации по проекту 667АТ «Груша» на ДВЗ «Звезда». По некоторым данным, к модернизации её даже не приступали.
17 июля 1988 года лодка была исключена из состава ВМФ, а в 1994—1995 гг. разделана на металл.